# Asesinato del baúl de Charing Cross

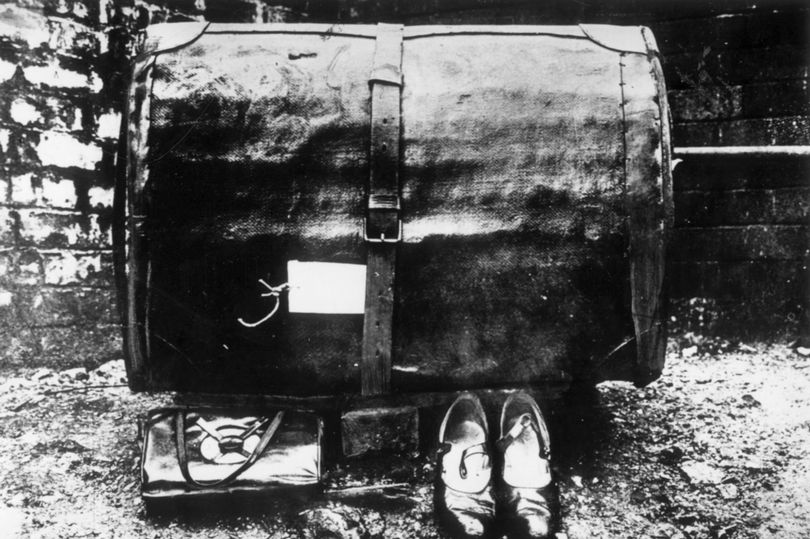
El «baúl de Charing Cross» con los zapatos y el bolso de Bonati.

El asesinato del baúl de Charing Cross (en inglés, Charing Cross trunk murder) tuvo lugar en una oficina del tercer piso en 86 Rochester Row en la ciudad de Westminster en Londres el 4 de mayo de 1927.

## Eventos
El 6 de mayo de 1927, John Robinson, un agente inmobiliario de 35 años, tomó un taxi hasta la estación de Charing Cross, donde depositó un gran baúl negro en la sección de equipaje. El 10 de mayo, después de que se notó un «olor espantoso», la policía abrió el baúl y encontró el cuerpo desmembrado de una mujer, con cada miembro envuelto por separado en papel marrón.
Se localizó al dueño de la tienda que vendió el baúl y al taxista, y la policía que visitó la oficina en el número 86 dijo que la misma fue «desocupada apresuradamente» pero estaba «escrupulosamente limpia». Aunque la rueda de reconocimiento policial no pudo identificar a Robinson, una búsqueda más cuidadosa de la propiedad encontró un fósforo en el contenedor con una pequeña mancha de sangre. Robinson confesó el asesinato de Minnie Bonati, por lo que fue ahorcado el 12 de agosto.
Una etiqueta de lavandería en las bragas de la mujer muerta para «P Holt» se rastreó hasta una Sra. Holt en Chelsea, que había empleado a diez mujeres como sirvientas en los últimos dos años, y todas fueron rastreadas excepto una tal «Sra. Rolls». Holt confirmó que la cabeza de la mujer muerta era la de la Sra. Rolls, que resultó ser Minnie Alice Bonati, que había dejado a su marido, un camarero italiano, para vivir con el Sr. Rolls, y ahora usaba su apellido.
Bonati trabajaba como empleada doméstica y complementaba sus ingresos con la prostitución. Había conocido a Robinson en la estación de Victoria y habían ido a su oficina para tener relaciones sexuales. Bonati murió después de una discusión sobre dinero, y Robinson afirmó que ella lo atacó, lo que lo llevó a empujarla, lo que provocó que Bonati cayera, se golpeara la cabeza y muriera. Afirmó que entró en pánico, compró un cuchillo y un baúl y se deshizo del cuerpo, porque pensó que nadie le creería. La historia de Robinson fue contradicha por el patólogo forense Bernard Spilsbury, quien dijo que Bonati había muerto por asfixia después de quedar inconsciente, lo que no pudo haber sido causado por una caída como afirmó Robinson.
Los archivos sobre el asesinato en los Archivos Nacionales incluyen correspondencia sobre una propuesta de retiro de la pensión del ex-Detective Inspector Grosse debido a sus «métodos imprudentes y sin escrúpulos para realizar investigaciones» sobre el asesinato de Bonati en nombre de un periódico.

## Legado
El episodio 47 del drama policial radiofónico de 1952 The Black Museum titulado «The Trunk» trataba sobre el asesinato del baúl de Charing Cross, con Orson Welles como presentador y narrador del programa.
El baúl en sí apareció como una de las exhibiciones en la exhibición Crime Museum Uncovered («Museo del Crimen al descubierto») en el Museo de Londres desde octubre de 2015 hasta abril de 2016. El Museo del Crimen es una colección de objetos criminales alojados en Scotland Yard y no está abierto al público.